# Richmond (Minnesota)
Richmond – miasto w Stanach Zjednoczonych, w stanie Minnesota, w hrabstwie Stearns.